# Petra Dassen-Housen
T.P. (Petra) Dassen-Housen (Kerkrade, 12 mei 1972) is een Nederlands politicologe en bestuurster. Ze is lid van het CDA. Sinds 11 juni 2019 is ze burgemeester van Kerkrade.

## Biografie

### Jeugd
In een gezin met een vader, moeder en broer groeide Dassen op in Kerkrade. Haar vader was beroepsmusicus en haar moeder was actief voor het CDA in de gemeenteraad van Kerkrade. Op haar vierde begon zij met vioolspelen, iets wat zij nog steeds doet. Op jonge leeftijd werd zij lid van het CDJA, de jongerenorganisatie van het CDA.

### Opleiding en loopbaan
Na het gymnasium op Rolduc studeerde Dassen politicologie als hoofdvak en Franse en Italiaanse taal- en literatuurwetenschap als bijvakken aan de RWTH Aachen. Ze was er lid en secretaris van studentenvereniging Alcuinus. Ze werkte aansluitend aan deze universiteit vijf jaar als wetenschappelijk medewerker, waar ze ook promoveerde. Van 2000 tot 2006 was ze projectmanager bij de Radboudstichting in Den Bosch.
In 2006 werd Dassen senior adviseur religie, rechtsstaat en samenleving bij het instituut Forum in Utrecht. In 2008 werd ze bestuurslid van het CDA in Zaltbommel. Op 1 februari 2011 werd ze burgemeester van Beesel. Sinds 11 juni 2019 is zij burgemeester van Kerkrade. Ze was driemaal door het blad Binnenlands Bestuur verkozen tot Beste Bestuurder, in 2015 en 2018 van een kleine gemeente en in 2022 de hoofdprijs.

### Privéleven
Dassen is getrouwd met Roger Dassen, voormalig CEO van Deloitte Nederland en vicevoorzitter van Deloitte Global en huidig CFO van ASML. Ze hebben een zoon en een dochter. Ze is katholiek. In haar vrije tijd houdt ze zich bezig met hardlopen en is zij lid van een leesclub. Ze is fan van Roda JC en van Formule 1.
- Gemeinsame Normdatei: 173199119
- International Standard Name Identifier: 0000 0003 9555 9458
- Nederlandse Thesaurus van Auteursnamen: 274395630
- Virtual International Authority File: 221088285
- WorldCat: E39PBJvt69xPPCTWG4pf3P8Qv3